# Zaborowo (województwo mazowieckie)
Zaborowo – wieś w Polsce położona w województwie mazowieckim, w powiecie płońskim, w gminie Naruszewo.
Wieś podzielona jest na dwa sołectwa: Zaborowo I i Zaborowo II .
W latach 1975–1998 miejscowość należała administracyjnie do województwa ciechanowskiego.

## Historia
Wieś wywodzi swą nazwę od borów, jakie rozpościerały się w okolicy. Przebiegający pośrodku trakt stanowił jedyne połączenie komunikacyjne pomiędzy okolicami miasta Płońsk w kierunku położonego nad Wisłą Wyszogrodu. Wieś szlachecka położona była w drugiej połowie XVI wieku w ziemi wyszogrodzkiej. 
Podczas II wojny światowej w miejscu, gdzie zbiegają się granice trzech wsi: Zaborowa, Nacpolska i Kozarzewa, Niemcy usypali sporych rozmiarów okop, przebiegający wzdłuż traktu. Miał to być główny punkt nie rozegranej nigdy potyczki z Armią Czerwoną. Okop, w istocie naruszający porządek i własność jednego z polskich właścicieli, został po wojnie przez niego zlikwidowany - pozostawiono jedynie mały fragment w obrębie lasu.
Wieś była niegdyś siedzibą szlacheckiego majątku ziemskiego, należącego w XVIII w. do Kadłubowskich, a od XX w. do Cichockich herbu Nałęcz. Dwór w obecnym kształcie powstał około 1861 r. Wskutek reformy rolnej dwór został znacjonalizowany; przez dekady mieściła się w nim szkoła. W latach 90. XX wieku szkoła przeniosła się do nowego budynku, a opustoszały dwór w stanie ruiny nabył Grzegorz Stępniewski.